# 八槻都都古別神社
36°59′40″N 140°23′31″E / 36.9945563°N 140.3920805°E
八槻都都古別神社（日语：／ Yatsukitsutsukowake-Jinja */?），又稱都都古別神社、都都古和氣神社（日语：／ Tsutsukowake-Jinja */?）、近津明神、千勝明神（日语：／ Chikatsumyoujin */?）、近津宮，是日本福島縣東白川郡棚倉町大字棚倉字大宮的一座神社，社格是名神大社（論社）、陸奧國一宮、國幣中社和別表神社，作為中宮與上宮馬場都都古別神社、下宮近津神社並稱近津三社，別當是大善院，氏子數目在1976年時是800戶。
文化財方面，神社的日本國指定文化財分別有1961年2月27日指定的重要文化財銅鉢四個、2004年2月6日指定的重要無形民俗文化財都都古別神社的御田植以及1944年7月6日指定的重要美術品木造十一面觀音立像，福島縣指定文化財分別有1955年2月4日指定的聖護院道興短冊、1978年4月7日指定的八槻文書、1979年3月2日指定的八槻都都古別神社的古面具17個、1979年3月23日指定的八槻都都古別神社的神樂、1982年3月30日指定的八槻都都古別神社的御正體、1996年3月23日指定的銅鉢、2008年4月4日指定的大般若經、2013年4月5日指定的八槻家住宅、2019年10月15日指定的八槻都都古別神社本殿和隨身門，棚倉町指定文化財則有2007年4月2日指定的銅造十一面觀音菩薩坐像以及銅造觀音菩薩立像。

## 歷史
關於神社名稱，根據神社保存的《陸奧國風土記》逸文記載，八槻是日本武尊以槻製的弓箭消滅八名土蜘蛛時，由於八支箭均發芽而將這個地方稱為八槻鄉而來，《日本眾神—神社與聖地》認為這是後世的穿鑿附會。另外，根據收錄於《八槻文書》內慶長2年（1597年）的《陸奧國一宮近津大明神緣起》記載，日本武尊在八溝山討伐東夷時向東放箭，落到一個叫的地方後在該地創建神社而來。此外，根據《日本眾神—神社與聖地》的說法，都都古別這個名稱是源於參拜者將裝有籾，稱為Tsutoko（ツトコ）或Tsutsuko（ツツコ）的藁苞供奉至神社，並且拿走其他人供奉於神社的藁苞而來，也有說法指是由於近津神的讀音與長野縣諏訪地域的千鹿頭神相近，因此兩者可能有關連。
神社的實質創建時期雖然不明，但是由於神社位處在弘仁2年（811年）建成的官道（現水戶街道），因此也有推測神社在這之後才創建。其後，根據《續日本後紀》承和8年正月22日和3月22日（841年2月16日和4月17日）條記載，勳十等的「都都古和氣神社」獲授予從五位下，「都都古和氣神社」也見於《延喜式》卷3臨時祭的名神祭條以及《朝野群載》康和5年6月10日（1103年7月15日）條內，然而由於與馬場都都古別神社同名而引發爭論。
進入中世後，神社受到山岳信仰影響而修驗道化，根據收錄於《八槻文書》內，明德3年5月3日（1392年5月25日，元中9年）的《良源二所熊野檀那職讓狀》記載，駒石侍從阿闍梨良源將伊豆權現、箱根權現和紀州熊野參拜的檀那職讓予治部殿，推測治部殿即神社別當大善院（又稱八槻別當或近津別當）的八槻氏，同時根據應安3年12月3日（1370年12月21日，建德元年）的《刑部阿闍梨明尊檀那名簿》以及至德元年10月20日（1384年11月14日，元中元年）的《良朝二所熊野檀那職讓状》記載，檀那遍佈白河結城氏麾下的武士和農民階層。相對地，根據應永25年8月12日（1418年9月12日）的《乘乘院御房御教書》記載，檀那職的繼承也獲熊野三山奉行乘乘院若王寺安堵，另外根據寶德3年5月27日（1451年6月26日）的《結城直朝書下》記載，神社代代也獲白河結城氏安堵對神人等的支配權。
文明19年（1487年），聖護院道興到訪神社，並且在《廻國雜記》留下一首與神社有關的和歌。其後，根據天正16年7月23日（1588年9月13日）的《聖護院門跡道澄御教書》記載，神社獲聖護院門跡安堵白河本領的惣年行事職，慶長7年（1602年）時範圍擴展至保內鄉和小里鄉（現茨城縣久慈郡），江戶時代則再擴大至八溝山（八溝嶺神社），根據天保13年（1842年）的《白川郡內配下寺院名前帳》記載，隸屬於大善院的寺院總共有108座。
| 寄進日期                               | 寄進人     | 寄進範圍                                                 |
| -------------------------------------- | ---------- | -------------------------------------------------------- |
| 應永12年3月22日 （1405年4月21日）      | 某氏       | 鮎河之八郎四郎內一間                                     |
| 應永24年9月20日 （1417年10月29日）     | 結城滿朝   | 石井鄉大內村（現矢祭町）的年貢錢五貫文                   |
| 永享2年正月11日 （1430年2月4日）       | 結城氏朝   | 依上保山田村（現大子町）的七貫文                         |
| 康正3年7月29日 （1457年8月19日）       | 岩城清隆   | 磐城郡內上田（推測是現磐城市植田町）                     |
| 寬正4年7月12日 （1463年8月26日）       | 斑目直政   | 高野鄉內山王山                                           |
| 明應6年2月12日 （1497年3月15日）       | 結城政朝   | 田中內在家                                               |
| 明應9年11月1日 （1500年11月22日）      | 結城政朝   | 武茂之內河口年貢一貫文                                   |
| 文龜3年8月12日 （1503年9月2日）        | 小峰朝脩   | 常州小里村內「」（現茨城縣常陸太田市里美地區）和在家一間 |
| 永正2年3月12日 （1505年4月16日）       | 結城政朝   | 石川庄內小高（現玉川村）內年貢二貫文                     |
| 永正8年9月 （1511年9月22日至10月21日） | 和知秀賴   | 駒石內之田                                               |
| 天文4年10月18日 （1535年11月13日）     | 白河結城氏 | 山本木曾內50反（約49586.78平方米）                       |
| 文祿4年8月28日 （1595年10月1日）       | 佐竹氏     | 澀井（現塙町）100石 渡瀨（現鮫川村）100石                |

根據慶長9年（1604年）的《田畑坪入水帳》記載，神社的領地達200石，稻田佔約8.6町（約0.09平方公里），畠屋敷則是13.2町（約0.13平方公里），同年的《寺社領付可申書上帳》則記載是375石左右，《日本歷史地名大系》認為這是實高。在棚倉藩成立後，神社領地也沒有太大變動，根據天保2年（1831年）的《八槻村高帳》記載，當時別當大善院為138石，社人12名是40石，神社普請費則是20石。此外，大善院下轄的如意輪寺佔其中的20石，宗派上與大善院不同，屬於真言宗醍醐派，下轄有18座寺院，其在元文3年（1738年）曾經為求獨立而與大善院有過爭執。
根據明治4年5月14日（1871年7月1日）發佈的太政官布告第二百三十五號「官社以下定額及神官職員規則等」，馬場都都古別神社率先在1873年3月7日獲指定為國幣中社，八槻猷良等人以神社才是式內社，理應指定為國幣社為由向教部省提出異議，對此教部省下令讓馬場都都古別神社的宮司秋田秀臣展開調查，結果該神社的職員水沼運曉在無結論的情況下提出兩座神社合併的方案。其後，視八槻都都古別神社為式內社的栗田寬等人與視馬場都都古別神社的常世長胤等人就論社誰屬爆發爭執，最終八槻都都古別神社在1885年4月22日也獲指定為國幣中社，以兩社並立的形式收場。

## 祭神和建築
- 本殿
- 隨身門
- 末社

神社的祭神是味耜高彥根神和日本武尊，面積達3700坪（約12231.4平方）。神社建築方面，首先本殿建造時期雖然不明，但是由於在成立於寬政2年（1790年）的《近津明神別當大善院由緒書》內有相關記載，推測大概建於同時期，為三間社流造，母屋平面的檁長和樑寬各三間，四周是刎高欄切目緣，兩旁後方是脇障子，母屋深兩間半，有異於一般的流造。正面是三間的向拜和七階的樓梯，屋頂原本是杮葺，在1933年修理時改鋪銅板。其次，拜殿推測在明治中期重建，為檁長五間，樑寬三間的入母屋造，與本殿同樣，四周是刎高欄切目緣，兩旁後方是脇障子，原本也是杮葺，昭和時改鋪銅板，正面是唐破風造一間向拜。其三，隨身門推測建於享保年間（1716年至1736年），為切妻造八腳門，中央三間，兩側和樑寬各兩間，頭貫、木鼻和蟇股有彫刻和六花瓣，天花版繪有龍、鳳凰、鶴、鯉魚和仙人。最後，境內也有末社皇朝工祖神社、熊野神社、金毘羅神社和北野神社，另設社務所等建築。此外，神社宮司原本的住處八槻家住宅位於神社以南的門前町內，佔地面積是南北長約120米，東西75米，南面是板塀、土壘、藥醫門的表門和脇門，中央是茅葺主屋和書院，主屋檁長和樑寬各四間，蘊含數寄屋造風格，屋內房間呈田字劃分，均採用面皮柱、長押和竿緣，書院則是檁長七間，樑寬四間，南面是一間寬的走廊，西南是入母屋造風玄關，設有式台，內部是東西並列的三個空間，分別是一之間、二之間和玄關之間，柱、長押和竿緣均採用面皮，也有色彩繽紛的欄間和匠心獨運的玄關，推測建於18世紀中期。

## 祭事
神社的祭事有都都古別神社的御田植和霜月例大祭。霜月例大祭原本在舊曆11月1日舉行，現在則是於12月的第二個星期六和星期日舉行，在拜殿奉納部分七座之神樂和太太神樂，祈求五穀豐收，闔家平安。其中，七座之神樂源於佐太神社的七座之神樂，在東北地方僅有此神社奉奏此神樂，由社家的後裔擔任樂人，總共有八個節目，其中神扇和粆舞合算為一座而稱為七座，釼舞則常見於宮城縣以北的法印神樂。太太神樂在當地簡稱御神樂，由於其中的寶鏡舞和猿舞是連續奉奏，因此總計是36或37個節目，囃子均是笛、大太鼓、大拍子和摺鉦。除了霜月例大祭外，在當地的神道葬禮上，有時也會奉奏七座之神樂中的幣舞、太太神樂中的釼舞和扇舞。
| 節目名稱 | 參與人數 | 採物         |
| -------- | -------- | ------------ |
| 神子舞   | 2名      | 扇、鈴       |
| 幣舞     | 2名      | 幣束、鈴     |
| 弓舞     | 2名      | 弓矢、鈴     |
| 白杖     | 2名      | 白杖、鈴     |
| 釼舞     | 3名      | 釼、幣束、鈴 |
| 神扇     | 2名      | 扇、鈴       |
| 粆舞     | 2名      | 三寶、鈴     |
| 神子舞   | 3名      | 大幣神子、鈴 |

| 節目名稱 | 清祓     | 天地開闢 | 玉矛舞            | 四方堅          | 幣立舞            | 玉舞            | 釣舞       | 火男         | 燈明舞   | 燈明舞       |     |
| -------- | -------- | -------- | ----------------- | --------------- | ----------------- | --------------- | ---------- | ------------ | -------- | ------------ | --- |
| 參與人數 | 1名      | 2名      | 1名               | 1名             | 1名               | 1名             | 1名        | 1名          | 1名      | 1名          | 1名 |
| 採物     | 大麻     | 笏、鉾   | 笏、矛、鈴        | 扇、鈴          | 大幣              | 玉              | 釣竿、扇   | 德利         | 燈明     | 燈明         |     |
| 節目名稱 | 雉子舞   | 庭火     | 磐戶舞 （兒屋根） | 磐戶舞 （大玉） | 磐戶舞 （手力男） | 磐戶舞 （鈿女） | 尻久女繩   | 諏訪         | 鹿島     | 鹿島         |     |
| 參與人數 | 1名      | 1名      | 1名               | 1名             | 1名               | 1名             | 1名        | 1名          | 1名      | 1名          |     |
| 採物     | 雉       | 柴       | 笏                | 笏              | 笏                | 扇、鈴          | 注連繩、鈴 | 鎌刀         | 劍、鈴   | 劍、鈴       |     |
| 節目名稱 | 五穀豐蒔 | 犧牲     | 八岐蛇            | 蛇退治          | 耕舞              | 白杖            | 稻荷舞     | 榊舞         | 稻刈舞   | 稻刈舞       |     |
| 參與人數 | 1名      | 1名      | 1名               | 1名             | 1名               | 1名             | 1名        | 1名          | 1名      | 1名          |     |
| 採物     | 三方、籾 | 笏       | 劍                | 劍、鈴          | 鋤頭、幣束、鈴    | 白杖、鈴        | 鎌刀、稻   | 榊、鈴       | 鎌刀、稻 | 鎌刀、稻     |     |
| 節目名稱 | 小弓舞   | 寶鏡舞   | 猿舞              | 餅舞            | 鎮惡舞            | 二本扇          | 釼舞       | 神招         | 扇舞     | 太平舞       |     |
| 參與人數 | 1名      | 1名      | 1名               | 1名             | 1名               | 1名             | 1名        | 1名          | 1名      | 1名          |     |
| 採物     | 弓矢、鈴 | 寶鏡     | —                 | 三方、餅        | 矛                | 兩把白扇        | 劍、鈴     | 笏、幣束、鈴 | 笏、扇   | 大幣、劍、鈴 |     |

## 外部連結
- . 棚倉町 （日语）.
- . 全國一之宮巡拜會 （日语）.
- YouTube上的